# باغ آزمایشی

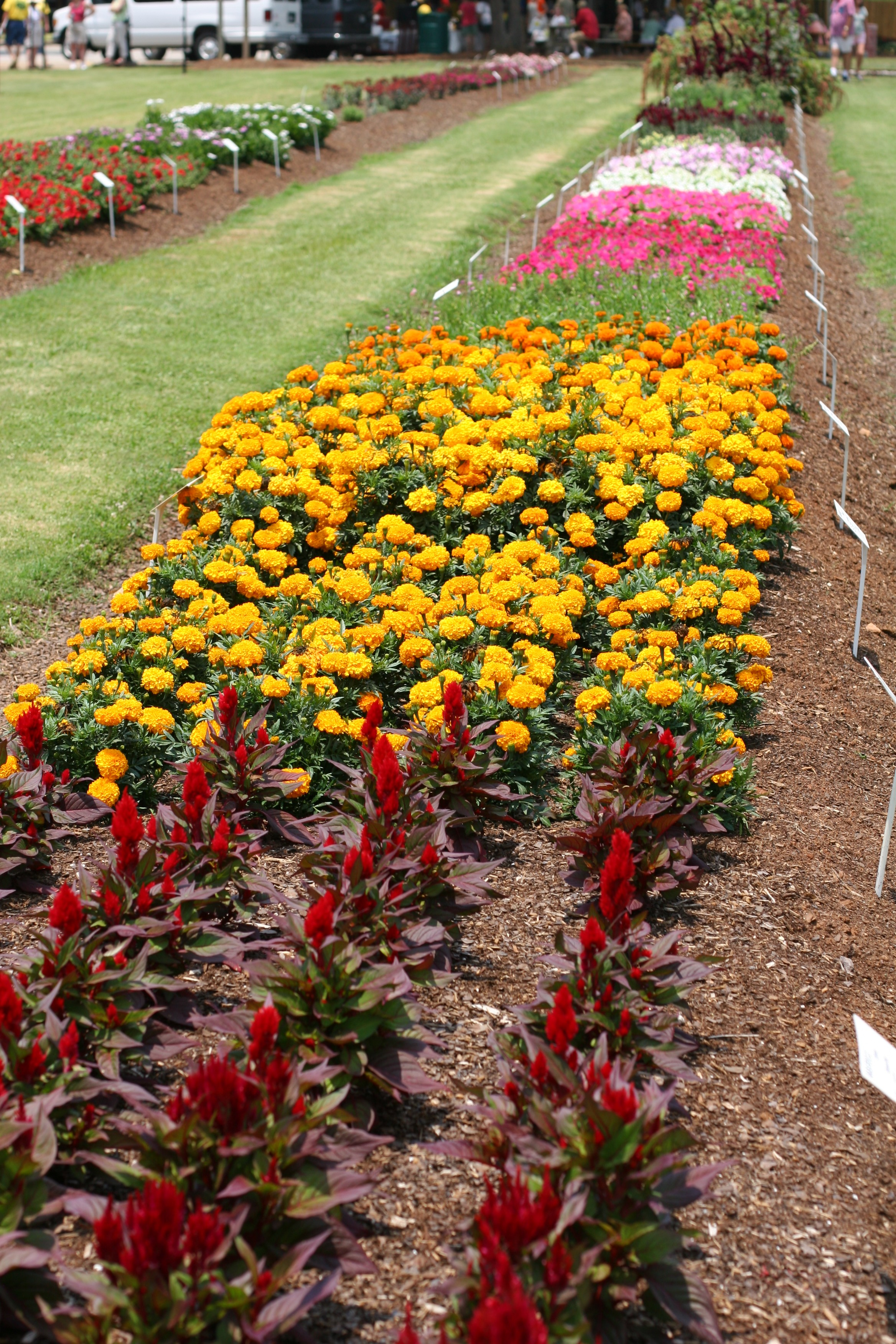
نمونه‌ای از آزمایش AAS گل همیشه بهار در باغ‌های آزمایشی بذرهای پارک.

باغ آزمایشی (به انگلیسی: Trial garden) نوعی باغ است که به‌طور خاص به منظور آزمایش و ارزیابی گیاهان رشد می‌کند. دانشگاه‌ها، پرورش‌دهندگان گیاهان، و شرکت‌های صنعت باغ، اغلب باغ‌های آزمایشی دارند، مانند بسیاری از باغ‌های گیاه‌شناسی خصوصی و دولتی و روزنامه‌نگاران حرفه‌ای باغ. در مدل آزمایشی کلاسیک، گونه‌های تازه توسعه‌یافته گیاهان با نزدیک‌ترین گیاه استاندارد صنعتی مشابه در طول چرخه زندگی خود - از جوانه‌زنی/تکثیر تا بلوغ، از بذر تا برداشت مقایسه می‌شوند. با رشد گونه‌های جدید در کنار انواع موجود، پژوهشگران می‌توانند تعیین کنند که آیا این گونه‌های جدید واقعاً بهتر هستند یا خیر، و اگر چنین است، از چه جنبه‌هایی بهتر هستند.
هر باغبانی ممکن است از ایجاد باغ آزمایشی خود لذت ببرد تا ببیند که کدام گیاهان در یک محیط باغ خاص بهترین کارکرد را دارند. اکثر برنامه‌های آزمایشی بسیار رسمی هستند، با طرح‌های علمی شامل نمودارهای تکراری تصادفی برای به حداقل رساندن هرگونه خطر سوگیری ناشی از قرار دادن گیاهان. داوران داوطلب، ورودی‌ها را از نظر ویژگی‌های بازارپسندی مانند شکل‌های جدید گل، رنگ‌های گل، نمایش گل بالای شاخ و برگ، عطر، طول فصل گلدهی، و تحمل یا مقاومت به بیماری یا آفات ارزیابی می‌کنند. سبزیجات به دنبال ویژگی‌هایی مانند سرعت برداشت، عملکرد کل، طعم میوه، کیفیت میوه، سهولت برداشت، عادت گیاه، بیماری‌ها و مقاومت به آفات ارزیابی می‌شوند.